# Olidiana flavofascia
Olidiana flavofascia är en insektsart som beskrevs av Zhang 1994. Olidiana flavofascia ingår i släktet Olidiana och familjen dvärgstritar. Inga underarter finns listade i Catalogue of Life.